# Katechon
Pour les articles homonymes, voir Kathèkon.
Le katechon (du Grec : τὸ κατέχον, « ce qui retient », ou ὁ κατέχων, « celui qui retient ») est un concept biblique qui est devenu par la suite une notion de philosophie politique. Le katechon est une forme de néguentropie s'opposant aux tendances vers l'entropie d'un système.

## Description
Le terme se trouve dans « 2 Thessaloniciens 2: 6-7 » dans un contexte eschatologique : les chrétiens ne doivent pas se comporter comme si le Jour du jugement allait se produire demain, puisque le Fils de la perdition (l'Antéchrist de 1 et 2 Jean) doit être révélé avant. Saint Paul ajoute ensuite que la révélation de l'Antéchrist est subordonnée à la suppression de « quelque chose / quelqu'un qui le retient » et l'empêche d'être pleinement manifesté. Le verset 6 utilise le genre neutre, τὸ κατέχον ; et le verset 7 le masculin, ὁ κατέχων.
Puisque saint Paul ne mentionne pas explicitement la nature du katechon, l'interprétation du passage a fait l'objet d'un dialogue et d'un débat parmi les érudits chrétiens.

## Identifications proposées
Les traditions catholique romaine et orthodoxe considèrent que l'Antéchrist viendra à la fin du monde. Le katechon, ce qui entrave sa venue, était quelqu'un ou quelque chose qui était connu des Thessaloniciens et actif en leur temps : « Vous savez ce qui est contraignant » (2: 6). Comme le dit la New American Bible catholique, « Traditionnellement, 2 Th 2: 6 a été appliqué à l'Empire romain et 2 Th 2: 7 à l'empereur romain [...] comme remparts pour retenir le chaos (cf. Romains 13: 1-7) » Cependant, certains comprennent le katechon comme le Grand Monarque ou un nouvel empereur orthodoxe, et certains comme la renaissance du Saint Empire romain germanique (voir, par exemple, Ultimate Things: An Orthodox Christian Perspective on the End Times, Dennis Eugene Engleman, Conciliar Press, 1995).

## Dans la philosophie politique

### Carl Schmitt
Dans Le Nomos de la Terre, le penseur politique allemand Carl Schmitt suggère l'importance historique dans le christianisme traditionnel de l'idée du « retenu » katéchontique qui permet un christianisme centré sur Rome, et qui « signifiait le pouvoir historique de restreindre l'apparition de l'Antéchrist et la fin du présent éon ». Le katechon représente, pour Schmitt, l'intellectualisation de l'ancien « Christianum Imperium », avec tous ses pouvoirs policiers et militaires pour faire respecter l'éthique orthodoxe.
Dans son journal intime publié de manière posthume (the Glossarium) la partie du 19 décembre 1947 dit : « Je crois au katechon : c'est pour moi la seule manière possible de comprendre l'histoire chrétienne et de la trouver pleine de sens »,. Et Schmitt rajoute : « Le Katechon doit être nommé pour chaque époque dans les dernières 1 948 années. La place n'a jamais été innocupée: sinon nous ne serions plus là ».

### Paolo Virno
Paolo Virno évoque le Katechon, dans son livre Multitude: Between Innovation and Negation, en se référant à la discussion de Carl Schmitt, dont il décrit le katechon comme quelque chose qui empêche la venue de l'Antéchrist, et comme la venue de l'Antéchrist est la condition de la rédemption, le katechon empêche également la rédemption,.
Virno utilise « katechon » pour désigner ce qui empêche à la fois la guerre de tous contre tous (Bellum omnium contra omnes) et le totalitarisme, par exemple la société d'Orwell Big Brother. Il gêne les deux mais n'élimine ni l'un ni l'autre. Virno situe le katechon dans la capacité humaine à utiliser le langage, ce qui permet de concevoir la négation de quelque chose, et permet également la conceptualisation de quelque chose qui peut être autre que ce qu'il est ; et dans le comportement bioanthropologique des humains en tant qu'animaux sociaux, qui permet aux gens de savoir comment suivre les règles sans avoir besoin d'une règle pour dire comment suivre une règle, puis une règle pour dire comment suivre cette règle, et ainsi de suite à l'infini. Ces capacités permettent aux gens de créer des institutions sociales et de les dissoudre ou de les changer.